# Rolls-Royce V8

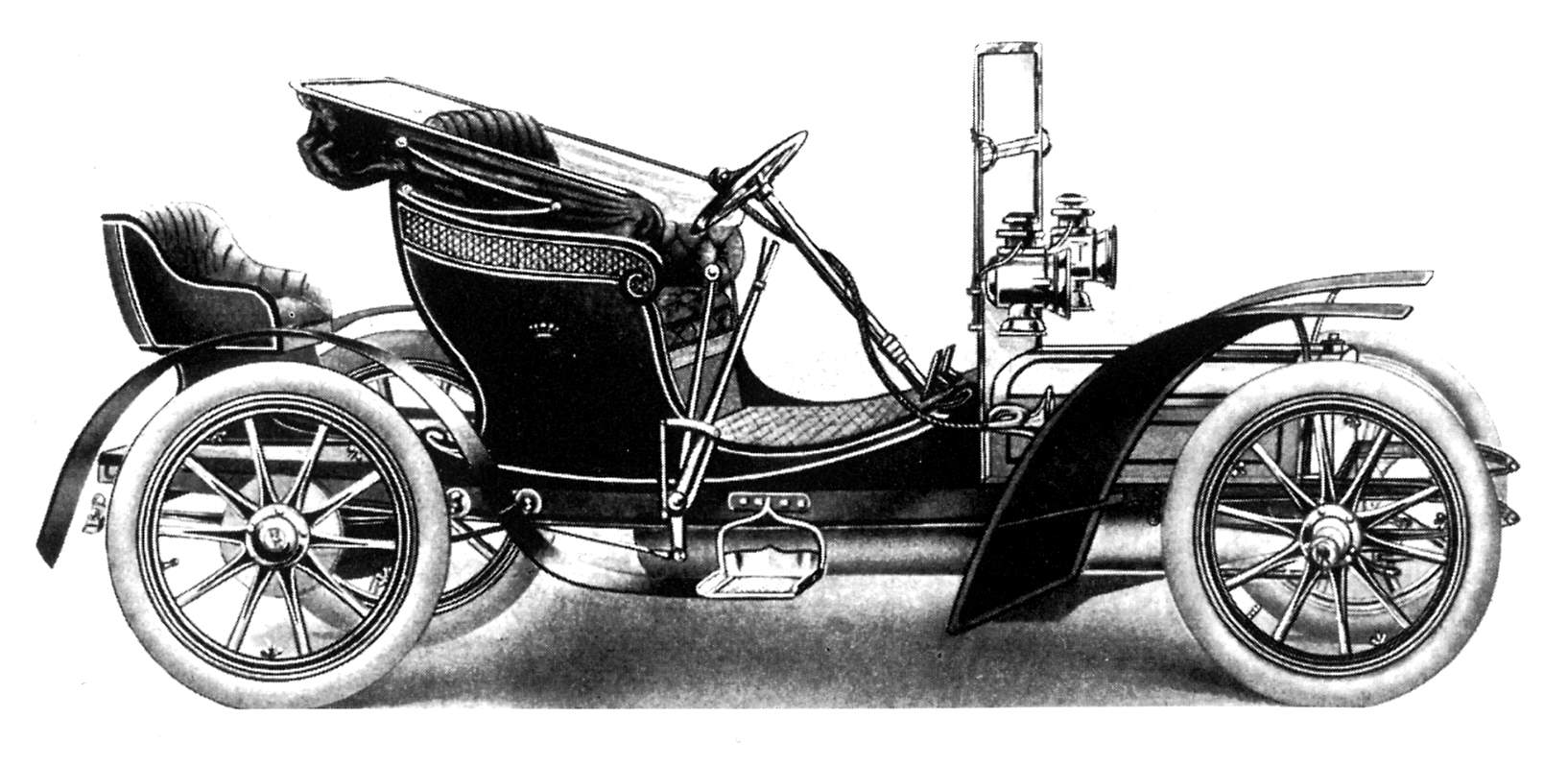
Legalimit

Rolls-Royce V8 är en personbil, tillverkad av den brittiska biltillverkaren Rolls-Royce mellan 1905 och 1906.
Rolls-Royce tog fram en stadsbil som skulle konkurrera med de elbilar som var populära i många storstäder runt sekelskiftet 1900. För att motverka de oljud och vibrationer som kännetecknade tidiga förbränningsmotorer försågs bilen med en flercylindrig sidventilsmotor, i det här fallet en liten V8. Motorn hade pargjutna cylindrar, monterade i 120º vinkel mellan blocken.
Två stadsbilar byggdes, med hästvagns-liknande kaross. Chauffören satt längst fram, som på en kuskbock placerad ovanpå motorn, utan skydd för väder och vind. Bakom föraren fanns en mer ombonad kaross för passagerarna.
Dessutom byggdes en, till utseendet mer konventionell bil, kallad Rolls-Royce Legalimit. Bilen var växlad för en toppfart på 20 mph (32 km/h), den då gällande hastighetsbegränsningen i Storbritannien.
Efter tre tillverkade bilar gav Rolls-Royce upp denna begränsade marknad och koncentrerade sig på den kommande Silver Ghost.